# Бенсон Бун
Бенсон Џејмс Бун (енгл. Benson James Boone; Монро, 25. јун 2002) амерички је кантаутор. Каријеру је започео на платформи TikTok, након чега се такмичио у емисији American Idol. Касније се повукао из такмичења, али је стекао ширу славу на платформи TikTok и потписао уговор с дискографском кућом. У априлу 2024. издао је дебитантски албум Fireworks & Rollerblades.

## Биографија
Рођен је 25. јуна 2002. у Монру. Први пут је открио свој музички таленат када га је пријатељ замолио да свира клавир и пева у њиховој средњошколској борби бендова у првој години, иако није имао претходног певачког искуства. Кратко је похађао Универзитет Бригам Јанг након чега се исписао како би се усредсредио на музику.

## Дискографија
Студијски албуми
- (2024)